# 拉里·艾布拉姆森
拉里·艾布拉姆森 （希伯來語：לארי אברמסון；1954年—）是以色列的一位艺术家 。

## 生平
拉里艾布拉姆森于1954年在南非出生，其後在1961年随家人移民到并以色列并定居于耶路撒冷。他是其中一个在1970年签署「高中生拒绝服役公开信」的签署人之一。這封信表示了他們拒服兵役以反对军队对加沙的占领。
艾布拉姆森在1973年就读位于伦敦的雀兒喜藝術與設計學院;直到1975他回到以色列后，便在耶路撒冷印刷工作坊担任展览策展人以及继续他的画家生涯至1986年。
他的首次个人展览于1975年举行;于1980年代他的作品大多具有各种欧洲现代主义的风格，尤其是卡济米尔·谢韦里诺维奇(Kazimir Malevich)
创作的“黑色广场”(Black Square)所影响。艾布拉姆森创造出溶合动态、具象主义艺术和简化主义的个人风格。
在1993年和1994年艾布拉姆森创作了名为"法典"的一系列作品，于奇布兹画廊展出。(在希伯来语中Tsuba代表法典)这个系列的作品由38幅关于自然风景的油画、38幅画在新闻纸上的自然画和植物的样本所组成。而这一系列作品和附近奇布兹措瓦(Tzova)的考古遗址群有密切关系;这遗迹在十年前也成为艺术家约瑟夫.斯基(Joseph Zaritsky)的创作灵感。和斯基不同，艾布拉姆森没有忽略这遗址群中的阿拉伯建筑而是将景色真实地呈现出来，并利用这些残破的阿拉伯村落批评以色列试图抹去曾被阿拉伯人征服的过去。
在1984艾布拉姆森加入了比撒列艺术设计学院的教师行列，到1992年他被委任为美术系系主任和比撒列年轻艺术家课程(硕士学位课程)的负责人。
到02到03学年艾布拉姆森受邀成为旧金山艺术大学(Academy of Art University)的客籍讲师，与此同时艾布拉姆森亦参与了以色列申卡尔设计与工程学院的创建工作。
在2002年5月他还在《画室》文摘中发表了《我们全都是菲力士内森布仁》(We're all Felix Nussbaum) 一文；在文中他提出了在後大屠杀时代创作历史画作是有本质上的谬误。2004年，他以「堆」（piles）作展览主题把累积的作品展出。在其中一张以炭笔制作的展品中，他藉由描写一堆工地碎石，带出德国籍犹太裔画家费利克斯·努斯鲍姆的形象以及遗迹废墟的艺术价值。这系列的画作在德国奥斯纳布吕克的费利克斯纳什鲍姆博物(Felix Nussbaum Museum)和以色列的埃恩哈罗德艺术博物馆(Chaim Atar Museum of Art Ein Harod)展出。
在2007年，艾布拉姆森在特拉维夫的哥顿画廊展出他最新的画作。

## 教育
- 1973-1974，伦敦雀儿喜艺术与设计学院

## 教学
- 1984年起，貝扎雷藝術與設計學院
- 1992年起，贝沙勒艺术学院系长
- 2000年，旧金山艺术学院客座讲师

## 作品選輯

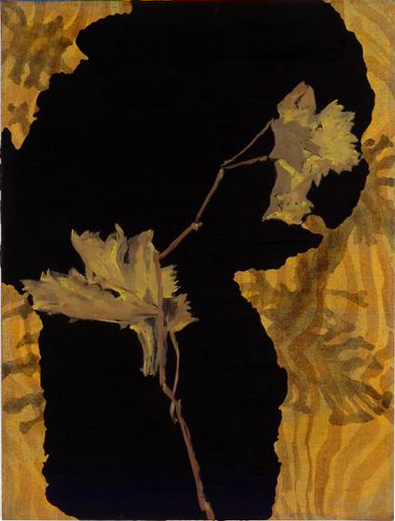
橫樑（廿三）（出自「橫樑」系列）, 1992 以色列博物館編號：B94.0723
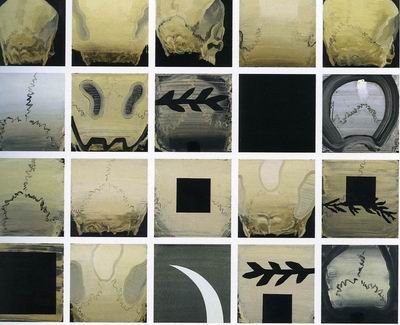
亞伯(Hevel)，1989-1990 以色列博物館編號：B94.0029
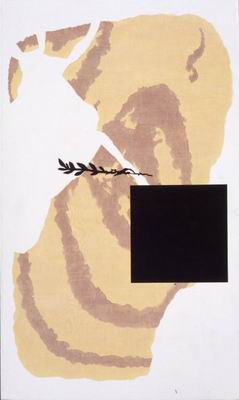
黑方格回歸（四），1990 以色列博物館編號：B92.1558